# Ariel Olivetti
Ariel Olivetti (Buenos Aires, 15 de noviembre de 1967) es un artista de cómics argentino, conocido en su país natal por ser uno de los dibujantes de la clásica historieta Cazador, y en el exterior por su trabajo en las dos mayores compañías norteamericanas, Marvel Comics y DC Comics, en títulos como Daredevil, X-Men,  El Fantasma del Espacio y Punisher War Journal.

## Carrera
Olivetti estudió Diseño Gráfico en la Universidad de Buenos Aires, y sus primeras publicaciones fueron para la prestigiosa revista argentina de cómics independientes Fierro, donde compartiría espacio con la familia Breccia, Juan Sasturain, Carlos Trillo y varios otros.  Junto con los dibujantes, Claudio Ramírez, Jorge Lucas (el creador de Cazador) y Mauro Cascioli, ilustraron El Cazador de Aventuras, un cómic adulto muy popular debido a la calidad de sus dibujos, su humor ácido, su crítica social y su irrevente obscenidad y capacidad de retratar lo desagradable. Olivetti estuvo en el equipo por solo 7 números.
Su primer trabajo para los Estados Unidos fue en 1995, en The Last Avengers Story, que fue escrita por Peter David y publicada por Marvel Comics. Más adelante, consiguió una breve temporada como dibujante de Daredevil para Marvel entre 1997 y 1998, cuando trabajó con el guionista Joe Kelly. Su siguiente trabajo fuerte fue en 1998 cuando, junto con el guionista Steven Grant durante la modernización comenzada por Warren Ellis del título X-Men. En el 2005 nuevamente colaboró con Joe Kelly en la serie limitada de DC Comics Fantasma del Espacio en la cual se revelan por primera vez sus orígenes.
Otros títulos en los que trabajó incluyen Mystique y Sabretooth (1996), Alpha Flight (1997) y What If? (1997) en Marvel; y JLA: Paradise Lost (1998), Haven: The Broken City (2002), Linterna Verde (2003) y Batman: Leyendas del Caballero Oscuro (2006) en DC.
En 2006 firmó un contrato exclusivo con Marvel Comics y, junto con el guionista Matt Fraction, realizó el segundo volumen de Punisher: War Journal.
Ariel está actualmente [¿cuándo?] ilustrando una nueva serie de Cable que debutó en marzo de 2008.
A lo largo de su carrera, Olivetti trabajó en varios medios diferentes con numerosas técnicas de dibujo y coloreado, tales como en blanco y negro, color digital, acrílicos y óleos.[cita requerida]

## Estilo
Tiende a dibujar en forma muy detallada y con colores nítidos, con una preferencia por los músculos abultados e incluso exagerados, sin mantener proporciones realistas del cuerpo humano. En Cazador, en donde Olivetti hacía las portadas y contraportadas, el dibujo era muy variable. En ella, se pudo empezar a definir su estilo, el cual permanece sin cambios hasta el día de hoy.